# Красноселье (Черкасская область)
Красносе́лье (укр. Красносілля) — село в Чигиринском районе Черкасской области Украины.
Население по переписи 2001 года составляло 447 человек. Занимает площадь 5,24 км². Почтовый индекс — 20925. Телефонный код — 4730.

## История
В 1946 году указом ПВС УССР село Мордва переименовано в Красноселье.

## Местный совет
20925, Черкасская обл., Чигиринский р-н, с. Красноселье